# Fox (Band)
Fox war eine britische Pop-/Softrock-Band, die von 1974 bis 1977 erfolgreich war. Die Gruppe wurde von dem Songwriter Kenny Young gegründet und geprägt durch die australische Sängerin Susan Traynor (* 1944), die unter ihrem Künstlernamen Noosha Fox auftrat.

## Bandgeschichte
Der Initiator von Fox war der amerikanische Songschreiber, Produzent und Gitarrist Kenny Young. Während der 1960er Jahre waren einige seiner Kompositionen erfolgreich, so zum Beispiel Under the Boardwalk für die Drifters (1964), Just a Little Bit Better (1965) und Don’t Go Out into the Rain (1967) für Herman’s Hermits und als Koautor zusammen mit Ben Yardley (Pseudonym für Estelle Levitt) Captain of Your Ship für Reparata & the Delrons (1968). Auf verschiedenen Labeln veröffentlichte er aber auch selbst Singleschallplatten unter seinem Namen oder Pseudonymen, die meistens einen Tiernamen tragen: The Seagulls, The Squirrels. 
In den USA arbeitete Young bereits hin und wieder mit Susan Traynor zusammen, die als nicht offizielles Mitglied der „Charmettes“ mit dem von Young produzierten Titel Please Don’t Kiss Me Again einen kleinen Erfolg hatte. 1968 gingen Traynor und Young zusammen nach England. Dort entdeckte Young bei einem Fernsehauftritt die nordirische Sängerin Clodagh Rodgers. Daraus ergaben sich drei erfolgreiche Jahre mit Hitsingles wie Come Back and Shake Me (1969). Anfang der 1970er Jahre war Susan Traynor Sängerin in einer Folkgruppe namens „Wooden Horse“, die zwei Alben veröffentlichte, bevor diese sich 1973 wieder auflöste. Als „Amanda“ war Traynor auch an Kenny Youngs Soloalbum Last Stage for Silverworld (1973) beteiligt.
Nach seinem Erfolg mit Clodagh Rodgers gründete Young zusammen mit dem irischen Sänger und Gitarristen Herbie Armstrong 1974 die Gruppe Fox und engagierte Traynor zudem als Leadsängerin, die daraufhin den Künstlernamen Noosha Fox annahm. Die anderen Bandmitglieder waren Pete Solley (Keyboards, Vocals), Jim Gannon (Gitarre, Vocals), Gary Taylor (Bass, Vocals) und Jim Frank (Schlagzeug, Perkussion, Vocals).
Ihre erste Single Only You Can – im Februar 1975 auf GTO erschienen – war ein weltweiter Hitparadenerfolg. In Großbritannien erreichte der Song Platz 3 der Single-Charts, in Deutschland Platz zwei und in der Schweiz sogar die Spitzenposition. Das einfach mit dem Bandnamen betitelte Debütalbum erschien im Frühjahr 1975 und kam in Großbritannien in die Top-10 der LP-Charts. Darauf enthalten war auch die Nachfolgesingle Imagine Me, Imagine You (Top-10 in Deutschland) sowie mit He’s Got Magic ein weiterer, kleiner Hit für Fox in Deutschland. Der Rest der LP war eher eine Kollektion von älterem Songmaterial aus der Feder Kenny Youngs. So hatte Clodagh Rodgers schon Jahre zuvor Demoaufnahmen einiger dieser Lieder gemacht.
Noosha Fox, mit einem geheimnisvollen Image nach dem Vorbild von Marlene Dietrich, stets blassem Teint und in lange, elegante Kleider gehüllt, trug die von ihr gesungenen Lieder mit leichter Exaltiertheit und nasaler Stimme vor. Die hitparadentauglichen Softrock-Arrangements mit schrägen Zutaten und die reichlich verschwurbelten Liedtexte über geduldige Tiger und Babys im Sternbild der Fische (Patient Tigers, Pisces’ Babies) ließen die Gruppe und ihre Songs mitunter in die Nähe des Art-Glamrock rücken. 
Auf dem Nachfolgealbum Tails of Illusion (1975) übernahm bei den meisten Liedern Kenny Young den Leadgesang, was Teile des Publikums, das bisher die Gruppe Fox vor allem mit ihren Hitsingles und Noosha Fox’ Stimme verband, wohl irritierte. Mit einer unvorteilhaften Songmischung aus Artrock à la 10cc, Folkrock wie bei der Gruppe America und sogar Blues (Howdja) konnte das Album Kritiker wie Musikfans nicht überzeugen. Roger Taylor von der Rockband Queen sang Backing Vocals auf dem Lied Survival, da Queen gerade im gleichen Studio an Aufnahmen zu ihrem Album A Night at the Opera arbeiteten. Das dritte und letzte Fox-Album Blue Hotel (1977) enthält den schon im August 1976 erschienenen Überraschungshit S-S-S-Single Bed; in Großbritannien Platz 4 und Spitzenreiter in Australien. Noosha Fox sang wieder die meisten Leadvocals, aber der kommerzielle Erfolg für die LP blieb auch diesmal aus.
Noosha Fox verließ die Band nach Blue Hotel und begann eine Solokarriere. Ihre erste Single, Georgina Bailey, geschrieben und produziert von Young, erreichte 1977 immerhin die Top 40 in Großbritannien. Zur Veröffentlichung eines bereits geplanten Soloalbums kam es jedoch nicht. Spätere Singles von ihr waren nicht mehr erfolgreich. The Heat Is On, das sie 1979 herausbrachte, war vier Jahre später in der Version mit Agnetha Fältskog von ABBA ein Hit. Herbie Armstrong und Kenny Young machten zunächst in einer Band namens Yellow Dog weiter. Armstrong arbeitete mit Van Morrison zusammen und Pete Solley ging später zu Whitesnake. Er war erst kürzlich Teilnehmer bei einer englischen Talentshow und schaffte es auch ins Halbfinale.
Noosha Fox versuchte in den frühen achtziger Jahren noch einige Singles (beim Label Earlobe) aufzunehmen, welche aber allesamt floppten.  Sie zog sich dann erkennbar vom Musikbusiness zurück, blieb aber in England. Fox selbst vereinigen sich 1980 für eine kurze Zeit, um einen durch Wave beeinflussten Song namens Electro People einzuspielen, der auch im britischen Fernsehen verwendet wurde.
2007 berichtete der Radiosender BBC, Noosha Fox würde ein Soloalbum mit Electropop-Stücken einspielen und hätte auch eine eigene Webseite.

## Diskografie

### Alben
- Fox (GTO 1975, Cherry Red 2002)
- Tails of Illusion (GTO 1975, Cherry Red 2004)
- Blue Hotel (GTO 1977, Cherry Red 2006)
- Only You Can (1996)
- The Very Best of Fox (1998, 2003)
- Images 74–84 (Cherry Red Doppel-CD, A’s & B’s & Raritäten 2014)

### Singles
- Only You Can / Out of My Body (GTO 1975)
- Imagine Me, Imagine You / If I Point at the Moon (GTO 1975)
- He’s Got Magic / The Love Ship (GTO 1975)
- Strange Ships / Little Brown Box (GTO 1975)
- S-S-S-Single Bed / Silk Milk (GTO 1976)
- My Old Man’s Away / Magic Machine (GTO 1977)

### Singles von Noosha Fox
- Georgina Bailey / Pretty Boy (GTO 1977)
- The Heat Is On / Some Enchanted Evening (Chrysalis 1979)
- Skin Tight / Miss You (1979)
- Hot as Sun / The Cheapest Nights (1981)
- More than Molecules / Odd Peculiar Strange (Earlobe 1981)